# 埃爾克河鎮區 (愛荷華州克林頓縣)
埃爾克河鎮區（英語：Elk River Township）是位於美國愛荷華州克林頓縣的一個行政鎮區。

## 地方資料
根據2010年美國人口普查的數據，埃爾克河鎮區的面積為134.34平方千米，當中陸地面積為118.81平方千米，而水域面積為15.53平方千米。當地共有人口828人，而人口密度為每平方千米6.16人。